# Centre dramatique national de Normandie-Rouen
Le Centre dramatique national de Normandie-Rouen est un établissement public de coopération culturelle, labellisé centre dramatique national, créé en juin 2013. Il assure une mission d'administration, de production et de programmation de spectacle vivant dans trois lieux de la Métropole : le théâtre de la Foudre situé au Petit-Quevilly, le théâtre des Deux Rives situé à Rouen et l'espace Marc-Sangnier situé à Mont-Saint-Aignan.

## Histoire
Le Centre dramatique national de Haute-Normandie est issu de la fusion entre la Scène nationale du Petit-Quevilly/Mont-Saint-Aignan et le centre dramatique régional/théâtre des Deux Rives de Rouen, effective en juin 2013.
À la suite de la réunification de la Normandie en janvier 2016, le Centre dramatique national de Haute-Normandie est renommé Centre dramatique national de Normandie-Rouen.

## Salles
Le Centre dramatique national de Normandie-Rouen assure ses missions de programmation dans trois lieux de la Métropole :
- le théâtre de la Foudre, Le Petit-Quevilly ;
- le théâtre des Deux Rives, Rouen ;
- l'espace Marc-Sangnier, Mont-Saint-Aignan, inauguré le 12 septembre 2019, et comprenant plusieurs salles de spectacles, des loges pour les artistes, une bibliothèque, des lieux d'exposition, des salles destinées à l'enseignement musical, etc[2].

## Direction
David Bobée est nommé directeur du Centre dramatique national de Normandie-Rouen en juin 2013,. Il prend ses fonctions en janvier 2014. Il est reconduit pour un deuxième mandat à la tête de l'établissement en 2017 .
Son projet à la tête de cette institution se veut « multisite, pluridisciplinaire, intergénérationnel et international. Du théâtre tel qu'il s'écrit aujourd'hui, dans une démarche populaire et généreuse » et défend un « théâtre engagé, humaniste et politique ».
En 2021, une nouvelle direction est nommée : Camille Trouvé et Brice Berthoud, fondateurs de la compagnie Les Anges au plafond.

## Artistes associés
De 2014 à 2017:
- Ronan Chéneau – auteur
- Marc Lainé – metteur en scène
- Bérengère Jannelle – metteuse en scène
- Edward Aleman et Wilmer Marquez – acrobates

De 2017 à 2020:
- Ronan Chéneau – auteur
- Lorraine de Sagazan, actrice et metteure en scène
- Gurshad Shaheman, auteur, comédien et artiste de cabaret
- Rébecca Chaillon, auteure et performeuse
- Mehdi-Georges Lahlou, artiste de la performance et plasticien

Depuis sa création, le Centre dramatique national de Normandie-Rouen compte Catherine Dewitt comme artiste permanente.

## Productions et coproductions
Sources : CDN de Normandie-Rouen
Productions
- 2014 : Lucrèce Borgia, d'après l'œuvre de Victor Hugo, mise en scène de David Bobée - Fêtes Nocturnes du château de Grignan
- 2014 : WARM, texte de Ronan Chéneau, mise en scène de David Bobée -  Théâtre des Deux Rives / CDN de Normandie Rouen (Première création à l'Hippodrome de Douai - juin 2008)
- 2014 : My Brazza, texte de Ronan Chéneau, mise en scène de David Bobée - Collège Saint-Exupéry (Vélizy)
- 2015 : Le rêve de d'Alembert, texte de Denis Diderot, mise en scène d'Alain Bézu - Théâtre des Deux Rives / CDN de Normandie Rouen
- 2015 : Loveless, d'après Une vie de putain, témoignages recueillis et présentés par Claude Jaget, conception du projet et adaptation d'Anne Buffet et Yann Dacosta - Théâtre des Deux Rives / CDN de Normandie Rouen
- 2015 : Là où j'en suis... (Check Two), texte de Ronan Chéneau, chorégraphie et conception de Florent Mahoukou - Théâtre des Deux Rives / CDN de Normandie Rouen
- 2015 : Nous autres, texte de Ievgueni Zamiatine, mise en scène d'Ilya Shagalov  - Théâtre des Deux Rives / CDN de Normandie Rouen
- 2015 : Paris, d’après le roman Mélo de Frédéric Ciriez (éditions Verticales 2013), mise en scène de David Bobée - Les Subsistances à Lyon
- 2015 : La vie est un songe, texte de Pedro Calderon de la Barca, mise en scène de David Bobée - Journées Théâtrales de Carthage
- 2015 : Egarés, textes de Pauline Sales, Marion Aubert, Hédi Tillette de Clermont-Tonnerre, Frédéric Vossier et Ronan Chéneau, mise en scène et scénographie de Marc Lainé - Métropole Rouen Normandie
- 2016 : MacBeth Fatum, d'après MacBeth de William Shakespeare, textes, adaptation et mise en scène d'Angelo Jossec, écriture de plateau de Pierre Delmotte, Jules Garreau, Angelo Jossec, Alice Lestienne et Lauren Toulin - Théâtre des Deux Rives / CDN de Normandie Rouen
- 2016 : Les Lettres d'amour, textes d'Ovide et d'Evelyne de la Chenelière, mise en scène de David Bobée - L’espace GO (Montréal)
- 2018 : Peer Gynt, texte d'Henrik Ibsen, traduction de François Regnault, mise en scène et adaptation David Bobée - Grand T de Nantes

Coproductions
- 2013 : Sac au dos, texte de Dieudonné Niangouna, conception et idée originale de Florent Mahoukou - Le Tarmac
- 2013 : Quien Soy, de et avec Edward Aleman et Wilmer Marquez
- 2014 : Le groupe, d'après La lettre de Lord Chandos, de Hugo von Hofmannsthal, conception de Fanny de Chaillé - Espace Malraux / Scène nationale de Chambéry et de la Savoie.
- 2014 : Spleenorama, texte, mise en scène, scénographie et costumes de Marc Lainé - CDDB / Théâtre de Lorient, Centre dramatique national
- 2014 : La métamorphose version androïde, d'après La métamorphose de Franz Kafka, adaptation et mise en scène d'Oriza Hirata - Kinosaki International Art Center
- 2015 : Le petit Z, conception, mise en scène et écriture de Bérangère Jannelle - Théâtre des Deux Rives / CDN de Normandie Rouen
- 2015 : Ondine (démontée), d'après Jean Giraudoux et après Isabelle Adjani, adaptation, scénographie et mise en scène d'Armel Roussel - Théâtre Les Tanneurs de Bruxelles
- 2015 : Histoires à la noix, mise en scène et scénographie de Guillaume Delavau - Espace Pierre Néhoult de Malaunay
- 2015 : Sacré printemps!, conception et chorégraphie d'Aïcha M'Barek et Hafiz Dhaou - Le Toboggan de Décines-Charpieu
- 2015 : Dios Proveera, conception du projet, mise en scène et scénographie de David Bobée - Théâtre de Caen, dans le cadre du Festival Spring
- 2015 : Réparer les vivants, d’après le roman de Maylis de Kerangal (Collection Verticales, Gallimard), adaptation et mise en scène Emmanuel Noblet, avec la collaboration de Benjamin Guillard - La Condition des soies (Festival d'Avignon OFF)
- 2015 : La femme de trop, écriture collective de Noémie Armbruster, Marine Fourteau, Angèle Guilbaud, Liza Lapert, Alba Sarraute Pons et Marcel Vidal Castells, dramaturgie et mise en scène d'Alba Sarraute Pons - Théâtre de la Foudre / CDN de Normandie-Rouen
- 2015 : La Tempête, d'après le texte de William Shakespeare, traduction et adaptation de Thierry Roisin et Anne-Marie Vennel, mise en scène de Thierry Roisin - Institut français de Ouagadougou
- 2015 : Vanishing-Point, conception, écriture, scénographie et mise en scène de Marc Lainé - Théâtre National de Chaillot
- 2015 : Inquiétude, de, pour et avec Edward Aleman, mise en scène de Sophie Colleu, texte et dramaturgie de Ronan Cheneau - La Brèche/Pôle National Cirque de Cherbourg
- 2016 : Un beau ténébreux, texte de Julien Gracq (Editions Julien Corti), adaptation et mise en scène de Matthieu Cruciani - Comédie de Saint-Etienne
- 2016 : Djamileh, musique de Georges Bizet, livret de Louis Gallet, mise en scène de David Lescot - Théâtre des Deux Rives / CDN de Normandie Rouen
- 2016 : Africa Democratik Room, texte adapté de La République de Platon (livre, 1, 8, 9 et 10), écriture et mise en scène Bérangère Jannelle - Festival Les Récréâtrales de Ouagadougou
- 2016 : In bloom, d'après Le Sacre du printemps composé par Igor Stravinsky et chorégraphié par Vaslav Nijinski, mise en scène de Pierre Bolo, chorégraphie de Pierre Bolo et Annabelle Loiseau - Théâtre de la Foudre / CDN de Normandie-Rouen
- 2016 : Oussama, ce héros, texte de Denis Kelly, mise en scène de Martin Legros - Comédie de Caen / CDN de Normandie
- 2016 : Bovary, d'après Madame Bovary de Gustave Flaubert, texte et mise en scène de Tiago Rodrigues - Théâtre de la Bastille
- 2016 : And so you see... our honourable blue sky and ever enduring sun... can only be consumed slice by slice..., un projet de Robyn Orlin, avec le danseur Albert Silindokuhle IBOKWE Khoza - Montpellier Danse 2016
- 2017 : MayDay, texte de Dorothée Zumstein, mise en scène de Julie Duclos - Théâtre de la Foudre / CDN de Normandie-Rouen
- 2017 : Somos, conception d'Edward Aleman et Wilmer Marquez - Théâtre de la Foudre / CDN de Normandie-Rouen
- 2017 : Saïgon, écriture Caroline Guiela Nguyen avec l’ensemble de l’équipe artistique, mise en scène Caroline Guiela Nguyen - Comédie de Valence / festival Ambivalence(s)
- 2017 : Légendes de la forêt viennoise, texte d'Ödön von Horváth, mise en scène de Yann Dacosta - Théâtre de la Foudre / CDN de Normandie-Rouen
- 2017 : Moi, la mort, je l'aime comme vous aimez la vie, de Mohamed Kacimi, mise en scène Yohan Manca - Création à la Manufacture (Festival d'Avignon OFF)
- 2017 : Sur la route de Poucet, texte et mise en scène de Mathieu Létuvé - Théâtre des Deux Rives / CDN de Normandie Rouen
- 2017 : Monstres, on ne danse pas pour rien, textes de Rébecca Chaillon et Armel Malonga, création de DeLaVallet Bidiefono - Festival des Francophonies en Limousin
- 2017 : Hunter, texte, mise en scène et scénographie de Marc Lainé - Scène nationale 61
- 2017 : Lulu, tragédie de Frank Wedekind, mise en scène et scénographie de Paul Desveaux - Théâtre de la Foudre / CDN de Normandie-Rouen
- 2018 : Pavillon Noir, projet du Collectif OS’O écrit par le Collectif Traverse - Gallia théâtre de Saintes
- 2018 : Andromaque, les héritiers, de Jean Racine, mise en scène de Damien Chardonnet-Darmaillacq - Le Phénix / Scène nationale de Valenciennes
- 2018 : Stabat Mater, avec l'ensemble Les nouveaux Caractères de Sébastien D'Hérin et Caroline Mutel, mise en scène de David Bobée et Caroline Mutel - Théâtre de la Foudre / CDN de Normandie-Rouen
- 2018 : Opéraporno, écriture et mise en scène de Pierre Guillois, composition musicale de Nicolas Ducloux - Théâtre des Deux Rives / CDN de Normandie Rouen
- 2018 : Quai Ouest, texte de Bernard-Marie Koltès, mise en scène de Philippe Baronnet - Scène nationale 61
- 2018 : L'éveil du printemps, d’après Frank Wedekind, adaptation, scénographie et mise en scène d'Armel Roussel - Théâtre de la Foudre / CDN de Normandie-Rouen
- 2018 : Perdre le Nord, spectacle imaginé, conçu et avec Marie Payen en étroite collaboration avec Leila Adham - Théâtre des Deux Rives / CDN de Normandie Rouen
- 2018 : Où la chèvre est attachée, il faut qu'elle broute, texte et mise en scène Rébecca Chaillon - Théâtre de la Foudre / CDN de Normandie-Rouen
- 2018 : Inconsolables, autour du texte de Stig Dagerman, Notre besoin de consolation est impossible à rassasier, jeu et mise en scène Nadège Cathelineau et Julien Frégé
- 2018 : T.R.O.T.D. The Ring Of The Dove, mise en scène, performance et scénographie de Mehdi-Georges Lahlou - Théâtre de la Foudre / CDN de Normandie Rouen
- 2019 : Jeanne, texte et mise en scène de Cornelia Rainer - Théâtre des Deux Rives / CDN de Normandie Rouen (Première création au théâtre Dschungel Wien - 2013)